# Czarny rynek
Czarny rynek – potoczne określenie oznaczające zarówno obrót nielegalnymi towarami i usługami (w takim znaczeniu nie należy mylić go z szarą strefą, która obejmuje nielegalny obrót legalnymi towarami i usługami), jak każdy obrót dokonywany niezgodnie z obowiązującym w danym kraju prawem.
Czarny rynek polega m.in. na odpłatnym: 
- obrocie towarami nielegalnymi (np. narkotykami, bronią, ludźmi),
- obrocie towarami pochodzącymi z przemytu,
- rozpowszechnianiu materiałów objętych prawem autorskim bez zezwolenia,
- wykonywania usług nielegalnych,
- bimbrownictwie,
- handlu nielegalnie wyciętym drewnem,
- handlu nielegalnymi przedmiotami pochodzenia zwierzęcego (np. kością słoniową, rogami nosorożców),
- handlu ludzkimi organami (nazywanego również czerwonym rynkiem),
- handlu legalnymi towarami, lecz pochodzącymi z kradzieży,
- handlu przemyconymi zagranicznymi towarami z pominięciem podatków (akcyza, VAT),
- handlu walutami po kursie innym niż ustalony przez bank centralny kurs sztywny,
- handel towarami po innym kursie niż cena uregulowana ustawowo,
- sprzedaż towarów za cenę wyższą lub niższą, niż wynosi granica określona przez wyroki urzędów antymonopolowych.

Do uczestnictwa podmiotów gospodarczych w czarnym rynku może prowadzić:
- skłonność do unikania płacenia podatków (VAT, PIT, CIT itd.),
- chęć ukrycia źródła uzyskanego majątku,
- opłacalność uczestnictwa w czarnym rynku.

Czarny rynek jest polem działania dla m.in. świata przestępczego, który ze względu na nielegalność prowadzonych transakcji nie może ujawnić źródeł dochodów. Czarny rynek bardzo silnie rośnie w sytuacji wojny, kiedy zniszczenia wojenne i poważne ograniczenie roli państwa nie pozwala na walkę z wszelkiego rodzaju przestępczością.
Od 2014 r. szacunki dotyczące wielkości czarnego rynku są uwzględniane przy liczeniu produktu krajowego brutto.
Charakterystyczną cechą czarnego rynku jest wycena sprzedawanych towarów. Jeżeli sprzedawane dobro pochodzi z kradzieży, wówczas jest ono sprzedawane poniżej ceny rynkowej, ponieważ koszty związane z opodatkowaniem i gwarancjami nie obejmują czarnego rynku. Z drugiej strony, w sytuacji gdy proces produkcji danego towaru wymaga odpowiedniej wiedzy i nakładów pracy, jego transport wiąże się z niebezpieczeństwem, zaś państwo surowo karze handel danym dobrem, wówczas jego cena jest znacznie wyższa w porównaniu z jego ceną rynkową.

## Regulacje państwowe
Działania państw mogą zarówno tworzyć, jak i niszczyć całe branże należące do czarnego rynku. Przykładem takiej sytuacji jest amerykańska prohibicja, która przeniosła handel alkoholem do podziemia. Z drugiej strony podobną sytuację można zaobserwować w przypadku handlu miękkimi narkotykami, co jest podstawowym argumentem przytaczanym przez zwolenników depenalizacji i legalizacji marihuany.